# Fred Hepp
Fred Hepp (* 1923 in Augsburg; † 1998) war ein deutscher Kulturredakteur, Theaterkritiker und Autor.

## Leben und Wirken
Nach dem Abitur 1942 wurde Fred Hepp für drei Jahre zum Kriegsdienst eingezogen. Anschließend studierte er in München Neuere Geschichte, Literaturgeschichte, Zeitungs- und Theaterwissenschaften. Nach seiner Promotion 1950 begann er als Theaterkritiker bei der Augsburger Allgemeinen Zeitung. Er wechselte nach München in die Feuilletonredaktion der Süddeutschen Zeitung, war dort 22 Jahre lang zuständig für die letzte Seite und schrieb anonym über 2000 Streiflichter für die Titelseite. Streiflichter sind scharf pointierte Glossen, häufig aus ungewöhnlicher Perspektive.
Karikaturisten der Süddeutschen Zeitung widmete Fred Hepp das Buch SZ-Karikade. Es stellt Gabor Benedek, Ernst Hürlimann, Ernst Maria Lang und Marie Marcks vor.

## Ehrungen
- 1967: Theodor-Wolff-Preis
- 1989: Tukan-Preis der Stadt München[1]

## Schriften
- Der geistige Widerstand im Kulturteil der „Frankfurter Zeitung“ gegen die Diktatur des totalen Staates 1933 – 1943. Dissertation.
- Und wann wird die Sonne grün?/ Geschichten von Vater und Sohn. Feder-Verlag, München 1966
- Geschichten aus dem Ivan-Steiger-Wald, Süddeutscher Verlag, München 1973, ISBN 3-7991-5722-0